# Cristian Zenoni
Cristian Zenoni (Trescore Balneario, Provincia de Bérgamo, Italia, 23 de abril de 1977) es un exfutbolista italiano.

## Selección nacional
Fue internacional con la selección de fútbol de Italia en 2 ocasiones. Debutó el 28 de febrero de 2001, en un encuentro amistoso ante la selección de Argentina que finalizó con marcador de 2-1 a favor de los argentinos.

## Clubes
| Club              | País   | Año         |
| ----------------- | ------ | ----------- |
| Atalanta B. C.    | Italia | 1995 - 1996 |
| A. C. Pistoiese   | Italia | 1996 - 1997 |
| Atalanta B. C.    | Italia | 1997 - 2001 |
| A. C. Milan       | Italia | 2001        |
| Juventus F. C.    | Italia | 2001 - 2003 |
| U. C. Sampdoria   | Italia | 2003 - 2008 |
| Bologna F. C.     | Italia | 2008 - 2010 |
| U. C. AlbinoLeffe | Italia | 2010 - 2011 |
| A. C. Monza       | Italia | 2011 - 2012 |
| Grumellese Calcio | Italia | 2012        |

## Palmarés

### Campeonatos nacionales
| Título              | Club           | País   | Año     |
| ------------------- | -------------- | ------ | ------- |
| Serie A             | Juventus F. C. | Italia | 2001-02 |
| Supercopa de Italia | Juventus F. C. | Italia | 2002    |
| Serie A             | Juventus F. C. | Italia | 2002-03 |